# M.F. Liebenberg
Michael Frederik Liebenberg (født 2. april 1767 i København, død 3. maj 1828 sammesteds) var en dansk præst og salmedigter. Han var far til Carl og Frederik Ludvig Liebenberg.
Faren, Joachim Frederik Liebenberg, var buntmager; moren hed Maren, født Grønvold. Tidlig mistede han begge forældre, men blev antaget i barns sted af en velhavende brygger, Bent Hoftved, som sørgede for hans undervisning og lod ham studere. Han blev student 1783; men da hans faderlige velgører døde samme år, måtte han selv sørge for sit underhold og nødsagedes til at tage en huslærerplads i København. Snart opgav han dog denne, og ved den hoftvedske families understøttelse lykkedes det ham at friste tilværelsen som timelærer. Sin fritid helligede han teatret og digtekunsten, og i den rahbekske kreds blev han tidlig optaget. 1789 indtraf imidlertid et vendepunkt i hans liv. Hans barndomslærer og senere hans fortrolige ven, institutbestyrer Niels Qvistgaard døde pludselig og efterlod enke og en lille datter i sørgelige kår. Liebenberg anså det for sin pligt at gøre, hvad han formåede, for at lette disse; i den hensigt overtog han ledelsen af Qvistgaards Skole, og året efter var vennens enke, Sophie Charlotte Qvistgaard, født Güttich, der var 17 år ældre end Liebenberg, hans forlovede. Nu skyndte han sig at forberede sig til teologisk embedseksamen, da han ønskede at blive præst. Han fik attestats 1792, og to år efter opnåede han embedet som præst ved Tugt-, Rasp- og Forbedringshuset på Christianshavn og giftede sig så straks efter sin ordination (1794). I disse år havde hans digteriske muse dog ikke hvilet. Han oversatte flere skuespil fra tysk, og i Minerva, i andre tidsskrifter og nytårsgaver findes adskillige digte af ham. 1797 overtog han tillige som overlærer religionsundervisningen ved Metropolitanskolen; her virkede han i to år, men forflyttedes 1799 til sognekaldet på Frederiksberg, som den gang var et meget lille embede med en lav og forfalden præstegård. Stadig var han meget litterært optaget. Han oversatte Gustav Ludwig Theodor Marezolls Prædikener (to dele 1795; 2. oplag 1804) og sammes i sin tid meget udbredte Andagtsbog for Kvindekjønnet (1797) samt udgav flere kateketiske og pædagogiske skrifter i fri bearbejdelse fra det tyske (bl.a. Johann Heinrich Gottlieb Heusingers Wertheims Familie, Anvisning til en regelret Børneopdragelse, tre dele, 1799-1802). En samling af hans egne prædikener udkom 1805-9 i to bind (Kristelige Religionstaler). – 1802 døde hans hustru, og samme år indgik han nyt ægteskab, med den 19årige Antoinette Thomasine Birch (død 1855), datter af provst, dr. teol. Carl Christian Laurentius Birch.
Hoffet residerede om sommeren på Frederiksberg; dette bevirkede, at Liebenberg blev opfordret til at prædike i Slotskirken der; 1805 blev han udnævnt til slotspræst i forening med sit embede som sognepræst på Frederiksberg. Han attråede dog inderlig at kunne fratræde denne sidste stilling, og 1810 opnåede han at blive kaldet til dansk hofpræst i forening med slotspræstembedet. Nu flyttede han til København, og hans prædikener i hovedstaden blev meget søgte. Efter biskop Balles død 1816 blev han tillige kongelig konfessionarius; i denne egenskab konfirmerede han prinsesse Vilhelmine og Frederik 7.. Efter den sidste handling (1826)fik han Kommandørkorset. 1818 blev Ribe bispestol tilbudt ham, men han afslog kaldelsen. Han indtrådte 1819 i bestyrelsen af Det Danske Bibelselskab, hvis vicepræsident han blev 1826. Men alt længe havde han været hjemsøgt af sygelighed; hans kraft var brudt længe før alderen; det var ham ikke muligt at memorere. Alligevel stræbte han at udføre sin embedsgerning; men sygdommen overvældede ham under konfirmationshandlingen i Slotskirken i foråret 1828. Dødssyg forlod han kirken, og få dage efter udåndede han, 3. maj.
Liebenberg var en sjælden perfektibel natur. Det viste sig både i hans virksomhed som prædikant og i hans forhold til poesien. Var han – som anført – fra ungdommen af nøje knyttet til den rahbekske kreds, og levede han i et "Jonathansvenskab" med Pavels, blev han alligevel ved Oehlenschlägers gennembrud dennes varmeste tilhænger. Og var han som homilet begyndt med at indføre stokrationalisten Marezoll for en dansk læsekreds, arbejdede han sig efterhånden frem til et positivt kristeligt standpunkt. Ingen fortjener som han at nævnes som "Danmarks Reinhard". Hans Bidrag til kristelig Eftertankes og Opbyggelses Fremme (tre bind, 1823-26) afgiver beviset herfor; og denne andagtsbog – en samling prædikener, religiøse digte og betragtninger over udvalgte bibelsteder – var i mange år meget udbredt i dannede hjem. Der gik en mildhed og gudhengiven elskelighed gennem hans vidnesbyrd, og stærkt fremhævede han det huslige samlivs værd og betydning – måske så meget mere, fordi han i sit eget hjem smertelig følte savnet deraf. Sit milde sind lagde han også for dagen ved statsmagtens kamp mod "de stærke Jyder", i det han kærlig tog sig af disse vildledte mennesker og gik i forbøn for dem hos regeringen. – Allerede som student blev han af salmebogskommissionen opfordret til at give bidrag til den påtænkte nye salmebog; han efterkom også villig anmodningen; fem af hans salmer optoges i Evangelisk-kristelig Salmebog, og der fra er to gåede over i Roskilde Konvents Salmebog (Nr. 36 og Nr. 476). 1817 besørgede han udgivelsen af Christian Frederik Jacobis Samlede Skrifter.
Han blev Ridder af Dannebrog 1808, Dannebrogsmand 1824 og Kommandør 1826.
Han er begravet på Frederiksberg Ældre Kirkegård.
Der findes et portrætmaleri, måske af Wilhelm Bendz, i Frederiksberg Slotskirkes sakristi. To malerier er i familieeje.